# Sébastien Dailly
Sébastien Dailly, né le 6 décembre 1976 à Amiens, est un footballeur français occupant le poste de défenseur et devenu ensuite entraîneur.

## Carrière

### Joueur
En 1991, alors joueur de l'AS Poissy, il dispute la Coupe nationale des minimes avec la sélection de la Ligue de Paris-Île-de-France. Parmi ses coéquipiers, le futur international Pierre Ducrocq.
Dès le début de la saison 1992-1993, il devient un cadre de l'équipe de France junior B1 (assimilable aux actuels moins de 17 ans), aux côtés de Pierre Ducrocq, Johan Radet ou Cédric Bardon. Aligné en défense centrale, il participe à 16 matches sur les 21 que dispute l'équipe menée par Christian Damiano cette saison-là, remportant le tournoi d'Autriche, le tournoi d'Algarve, et qualifiant son équipe pour la phase finale de l'Euro 1993 des moins de 16 ans, où les Bleuets finiront quatrièmes. La saison suivante, il dispute deux matches amicaux en Turquie en octobre, sous les ordres de Jean-Pierre Morlans, puis perd sa place au profit du strasbourgeois Aziz Rabbah. Hormis deux stages de détection en 1994 il ne connaîtra plus d'autre sélection sous le maillot bleu.
Après avoir fait ses débuts au plus haut niveau avec le FC Sochaux-Montbéliard, Sébastien Dailly évolue durant plusieurs années en deuxième division, successivement au FCO Charleville-Mézières, au FC Gueugnon, à l'Amiens SC, l'ES Wasquehal puis à nouveau Amiens et Wasquehal.
Dailly joue ensuite une saison au Nîmes Olympique en National puis au Stade brestois 29 avec lequel il connait l'accession en Ligue 2 au terme de la saison 2003-2004. Dailly évolue une dernière saison en Championnat de France amateur (CFA) avec l'ES Wasquehal qui termine cette saison-là dernier de sa poule. Son parcours professionnel comprend 150 matchs de Ligue 2 et 1 match de Ligue 1.

### Entraîneur
Après sa carrière de joueur, Sébastien Dailly entame une carrière d'entraîneur. En 2009, il obtient le Brevet d'État d'éducateur sportif 2 spécifique puis prend en charge l'équipe des moins de 17 ans de l'Amiens SC,. Il rejoint ensuite l'Union sportive Roye-Noyon en 2011. Avec ce club, il obtient pour sa première saison le titre en CFA 2 et la montée en CFA. Il reste ensuite à la tête du club qui se maintient chaque année dans ce championnat. En juin 2015, il hésite toutefois à rester entraîneur du club. 
En 2018, il prend la tête de l'AS Beauvais, tout juste relégué de CFA en CFA2. Dans une nouvelle division nommée National 3, il échoue de peu à la promotion mais est reconduit pour la saison suivante. Malgré un début de championnat poussif, l'équipe se redresse et voit promue en National 2 en 2020. La crise du covid-19 offre un titre anticipé de champion N3 des Hauts-de-France à l'entraîneur.

## Statistiques
Le tableau ci-dessous résume les statistiques en match officiel de Sébastien Dailly durant sa carrière de joueur professionnel.
| Saison                | Club                     | Championnat           | Championnat | Championnat | Coupe(s) nationale(s) | Coupe(s) nationale(s) | Total | Total |
| Saison                | Club                     | Division              | M.          | B.          | M.                    | B.                    | M.    | B.    |
| 1994-1995             | FC Sochaux-Montbéliard   | Division 1            | 1           | 0           | -                     | -                     | 1     | 0     |
| 1995-1996             | FC Sochaux-Montbéliard   | Division 2            | 1           | 0           | -                     | -                     | 1     | 0     |
| 1996-1997             | FCO Charleville-Mézières | Division 2            | 40          | 1           | 1                     | 0                     | 41    | 1     |
| 1997-1998             | FC Gueugnon              | Division 2            | 10          | 0           | -                     | -                     | 10    | 0     |
| 1997-1998             | Amiens SC                | Division 2            | 19          | 0           | -                     | -                     | 19    | 0     |
| 1998-1999             | ES Wasquehal             | Division 2            | 38          | 1           | 3                     | 0                     | 41    | 1     |
| 1999-2000             | Amiens SC                | Division 2            | 20          | 2           | 5                     | 0                     | 25    | 2     |
| 2000-2001             | ES Wasquehal             | Division 2            | 22          | 1           | 5                     | 0                     | 27    | 1     |
| 2001-2002             | ES Wasquehal             | Division 2            | -           | -           | -                     | -                     | 0     | 0     |
| 2002-2003             | Nîmes Olympique          | National              | 25          | 1           | 4                     | 0                     | 29    | 1     |
| 2003-2004             | Stade brestois 29        | National              | 9           | 0           | -                     | -                     | 9     | 0     |
| 2004-2005             | Stade brestois 29        | Ligue 2               | -           | -           | -                     | -                     | 0     | 0     |
| Total sur la carrière | Total sur la carrière    | Total sur la carrière | 185         | 6           | 18                    | 0                     | 203   | 6     |